# Lisa Pehrsdotter
Lisa Pehrsdotter är en svensk journalist. Hon är ansvarig utgivare för dagstidningen Dala-Demokraten.
Pehrsdotter har tidigare varit nyhetschef på Arbetarbladet.